# Franz Joseph Spiegler

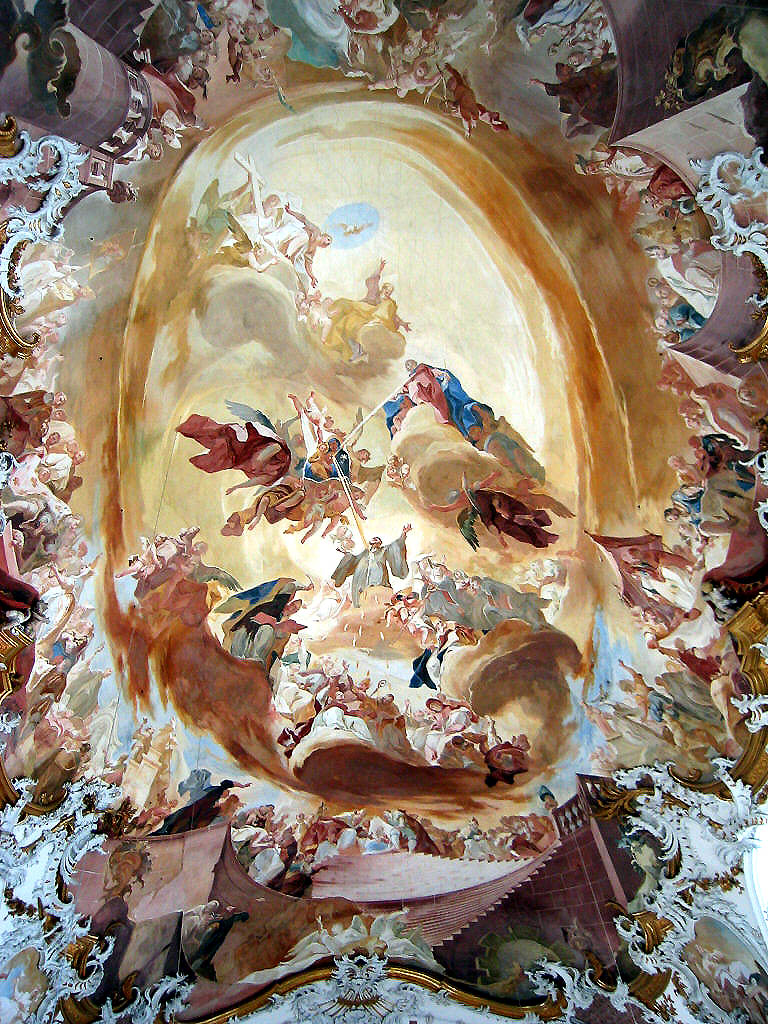
Deckengemälde in Zwiefalten

Franz Joseph Spiegler (* 5. April 1691 in Wangen im Allgäu; † 15. April 1757 in Konstanz) war ein deutscher Maler des Barock. Er wurde vor allem durch seine Fresken bekannt, die unter anderem einige Kirchen und Klöster an der Oberschwäbischen Barockstraße schmücken. Als sein Hauptwerk gelten die Deckengemälde im Münster Unserer Lieben Frau der Abtei Zwiefalten.

## Leben
Spiegler wurde als Sohn eines Landgerichtsprokurators in der Freien Reichsstadt Wangen im Allgäu geboren. Nach dem frühen Tod des Vaters 1692 heiratete seine Mutter, die aus alter Wangener Patrizierfamilie stammte, den (handwerklichen) Maler Adam Joseph Dollmann. So wurde Spiegler früh mit dem Malerhandwerk vertraut.
Um 1710 erhielt Spiegler in München eine Ausbildung als Kunstmaler bei seinem Großonkel, dem bayerischen Hofmaler Johann Kaspar Sing, wo er auch die von niederländischer Malerei beeinflusste Historienmalerei der Zeit kennenlernte. Fraglich ist, ob er ab 1712 bis 1723 als Fassmaler und Vergolder auf Schloss Wolfegg und in der Umgebung tätig war. Spiegler lebte von 1727 bis 1752 im oberschwäbischen Riedlingen und hatte eine Familie mit elf Kindern.
1723–1725 freskierte Spiegler im Kloster Ottobeuren unter starkem Einfluss des die Münchner Hofkunst prägenden Jacopo Amigoni. In der Folgezeit schuf er Fresken und Ölbilder für zahlreiche Klöster, Kirchen und Schlösser vor allem in Oberschwaben, am Bodensee, im Schwarzwald und am Hochrhein. 1757 starb Spiegler in Konstanz.

## Werke

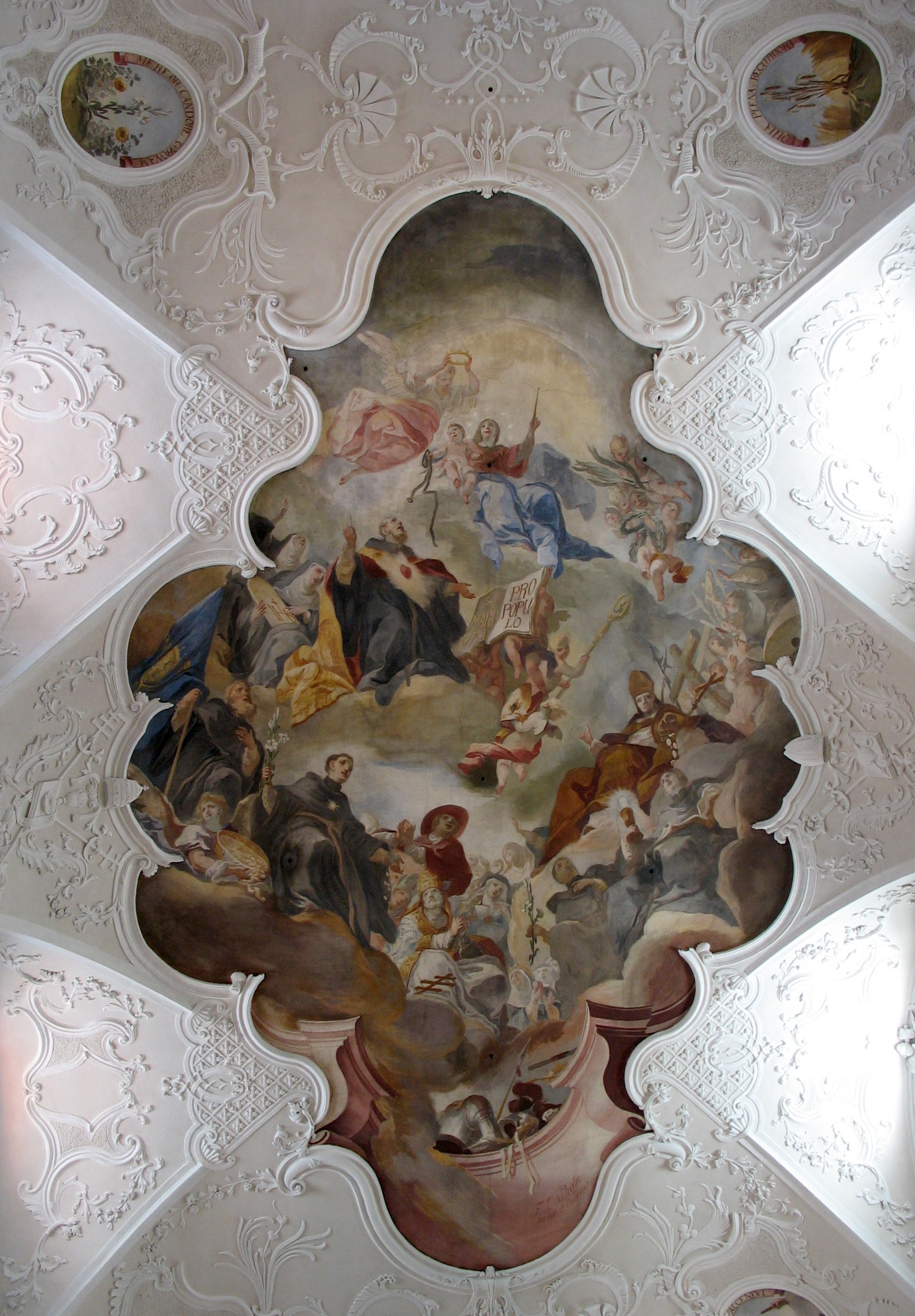
Deckenbild in der Konstanzer Dreifaltigkeitskirche

- Fresko in der Pfarrkirche Maria-Thann (heute zu Hergatz), 1722–1723
- Fresken im Kloster Ottobeuren (Fresken in Fluren und Treppenhäusern und im Geheimarchiv des Abts, Deckenfresko Komödie und Tragödie im Theatersaal), 1723
- Fresko (mit ikonologischem Programm auf die Salpetererunruhen)[2] im Schloss Bonndorf in Bonndorf im Schwarzwald, 1726. Die Fresken der Schlosskapelle Bonndorf wurden beim Umsetzen zerstört, ein Altarbild wurde um 1974 aus Unkenntnis „entsorgt“.
- Fresken in der Klosterkirche St. Peter auf dem Schwarzwald, 1727
- Fresken im Kloster Zwiefalten (Prälatur), 1728–1729
- Tafelbild, wohl aus Schloss Bonndorf im Schwarzwald, heute in der     Pfarrkirche St. Peter und Paul in Herdwangen[3]
- Fresken im Salemer Münster (südlicher Querhausarm und Orgelempore), 1730
- Fresko in der Schlosskapelle Schloss Mochental, 1734
- Fresko „Göttliche Tugenden“ im Damenstift Lindau im Bodensee, heute Landratsamt und Amtsgericht, 1736
- Fresken der Schlosskirche Mainau, 1737–1738
- Fresko im Westtrakt des Klosters St. Peter auf dem Schwarzwald, 1739
- Fresken und drei Altarblätter in der Pfarrkirche St. Remigius in Merdingen, 1739–1741
- Fresko in der Dreifaltigkeitskirche (Konstanz), 1740
- Reihe von 12 Gemälden im Benediktinerstift St. Paul in Kärnten, um 1740/45
- Vier Seitenaltarblätter und Oberbilder in der Klosterkirche des Kapuzinerklosters Stühlingen in Stühlingen, 1740–1741
- Fresken und Ölbilder in der Schlosskapelle Untersulmetingen
- Fünf Ölbilder für Hochaltar und Seitenaltar in der Klosterkirche St. Martin des Klosters Muri in Muri im Aargau, 1746
- Fresken und drei Ölbilder in der Pfarrkirche St. Martin in Altheim, 1747
- Fresken im Münster Unserer Lieben Frau in Zwiefalten, 1747–1753
- Fresko in der Kapelle in Gossenzugen bei Zwiefalten, ab 1749
- Fresken des Fridolinsmünsters in Säckingen, 1753–1754 zusammen mit seinem Schüler Johann Anton Morath
- Wallfahrtsaltarblatt im Radolfzeller Münster